# Radoszyn (stacja kolejowa na Ukrainie)
Radoszyn (ukr. Радошин, ros. Радошин) – towarowa stacja kolejowa w pobliżu miejscowości Radoszyn, w rejonie kowelskim, w obwodzie wołyńskim, na Ukrainie. Stacja obsługuje kopalnię piasku Radoszyn.